# Bob Casey (senator)
Robert Patrick "Bob" Casey, Jr., född 13 april 1960 i Scranton, Pennsylvania, är en amerikansk demokratisk politiker. Han var ledamot av USA:s senat från Pennsylvania från januari 2007 till januari 2025. Han besegrade den sittande senatorn Rick Santorum i kongressvalet i USA 2006. Han är son till Robert P. Casey som var guvernör i Pennsylvania 1987–1995.
Bob Casey ställde upp i omval år 2018 för en tredje mandatperiod som senator. Primärvalet för båda partier ägde rum den 15 maj 2018. Casey vann lätt den demokratiska nomineringen med 100 procent av rösterna eftersom han inte hade några utmanare och mötte kongressledamoten Lou Barletta från Hazleton.
Caseys frispråkiga motstånd mot många av Donald Trumps handlingar har lett till att ett lokalt medieföretag beskrev hans nya strategi före hans valkampanj år 2018 som: "Motsätter sig Trump varje chans han får."
Lou Barletta, en republikansk kongressledamot, meddelade i augusti 2017 att han skulle kandidera mot Casey år 2018. "Pennsylvania förtjänar bättre än en bråkmakare till senator" sa Barletta. Casey besegrade Barletta med en marginal på 55,7% till 42,6%. Segern gjorde Casey till den första demokraten som valdes till en tredje mandatperiod i Pennsylvanias historia.